# Conejo belier
El conejo belier es una de las variedades más antiguas de conejo doméstico. Al contrario de lo que se creía hace décadas, las razas domésticas más antiguas del planeta (ovejas, cerdos y cánidos) tenían orejas bajas para protegerse. Incluso hoy en día las variedades más valiosas conservan estas características, mientras que las manipuladas por el hombre tienen orejas erguidas. Este es el nombre de todos aquellos conejos que se caracterizan por tener las orejas caídas a los lados y la imposibilidad de moverlas. Sin embargo, el conejo belier es reconocido por la Asociación Estadounidense de Criadores de Conejos (ARBA) como una raza real, dividida a su vez en cinco tipos diferentes.

## Historia
La primera variedad de conejo belier fue la inglesa, que apareció en el Reino Unido en la época victoriana, durante la cual tuvo una difusión considerable, contribuyendo al nacimiento de la práctica de criar conejos como mascotas, y no solo para la producción de carne, pieles o lana. En la primera mitad del siglo XX nació la variedad francesa del conejo de orejas caídas, probablemente obtenido al cruzar el inglés con ejemplares de conejo gigante flamenco; esta raza se hizo famosa en toda Europa central, pero no se importó a los Estados Unidos antes de 1970. En 1949 un criador llamado Adrian DeCock comenzó a desarrollar en los Países Bajos una nueva variedad al cruzar el conejo de orejas caídas francés con enanos holandeses obteniendo en 1964 lo que se llama "conejo belier enano" (conocido en USA como Holland Lop y en Reino Unido como Miniature Lop.). En 1972 Bob Herschbach descubrió la raza más tarde conocida como "martillo pequeño" en una exhibición de conejos en Alemania, en Essen, donde era conocido como Klein Widder.

## Características

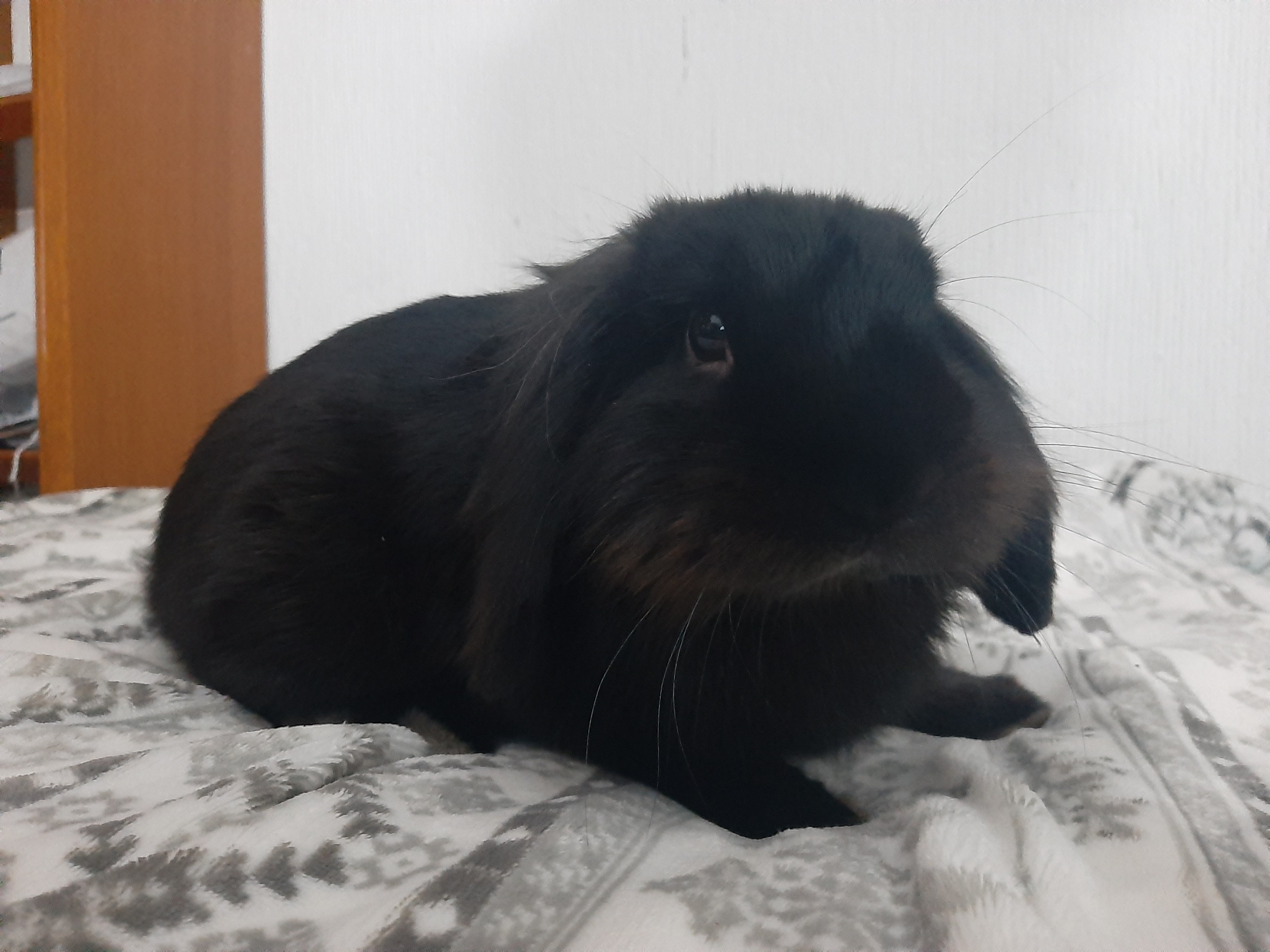
Conejo bélier de diez meses y 2100 g de peso

Los conejos belier son animales sociables, activos y tranquilos, esto provoca que no sea nada difícil la convivencia con el ser humano. Por otra parte son animales sensibles, ya que se asustan con facilidad con ruidos desconocidos, generalmente se consideran animales algo más tranquilos y menos nerviosos.  
Una característica común del conejo ram o belier son las orejas que cuelgan a los lados de la cabeza. Los conejos carnero obtienen su nombre alemán de la forma arqueada típica de la cabeza (Ramsnase), que se asemeja a la forma de la cabeza de un cordero macho de perfil. La base cartilaginosa ligeramente elevada de las orejas crea un pequeño bulto en la cabeza, la llamada corona. Las orejas deben colgar libremente con la abertura hacia adentro (tapices de herradura), el carnero inglés es una excepción. El cuerpo suele ser corto y rechoncho, pero largo y delgado en el belier inglés. Los conejos jóvenes inicialmente tienen orejas erectas, solo en el curso del crecimiento, desde la cuarta a la sexta semana de vida o más tarde sus orejas se vuelcan.

## Salud y reproducción
Los conejos belier se ven afectados por enfermedades graves relacionadas con la reproducción en todas las razas, por lo que, de hecho, están clasificados como razas de tortura de acuerdo con la Ley de Bienestar Animal de Alemania. Solo las razas de conejos con orejas colgantes tienen una predisposición innata a los abscesos del oído y las infecciones del oído medio o interno, y la mayoría de ellos también tienen problemas de audición.  Según un estudio reciente, alrededor del 16% de los conejos belier desarrollan un absceso en la oreja durante su vida y el 80% desarrolla una otitis media. Son extremadamente dolorosos para los conejos, tediosos de tratar y, si no se tratan, a menudo son fatales. Las infecciones y los abscesos del oído medio se desencadenan por conductos auditivos torcidos que están mal ventilados y de los que la cera no puede salir. Por lo tanto, se forma un ambiente ideal para que las bacterias patógenas se multipliquen en el canal auditivo. En conejos con orejas erguidas, estas enfermedades no suelen desarrollarse de forma independiente, sino exclusivamente como resultado de otra enfermedad o p. Ej. B. después de lesiones por mordedura en la oreja. Los propietarios de conejos carnero deben limpiar regularmente las orejas de sus animales de la manteca y la suciedad con un limpiador de orejas especial para conejos. La inflamación y los abscesos no siempre se pueden evitar por completo, ya que el desencadenante real no se puede eliminar, pero la probabilidad de que esto ocurra al menos se puede reducir.  
Además, los conejos belier tienen una predisposición aún mayor a las enfermedades dentales que las razas con orejas punzantes. La mayoría de las razas de Aries tienen, así como muchas otras razas modernas de conejos, una cabeza corta y redondeada ( braquicefálica ), en la mandíbula acortada no es posible la disposición normal de los dientes. Tanto los incisivos como los molares a menudo no pueden desgastarse adecuadamente, lo que conduce a un crecimiento excesivo de los dientes y, en última instancia, a abscesos mandibulares potencialmente mortales. Los conejos afectados por dientes desalineados a menudo tienen que visitar al veterinario a intervalos cortos de por vida para acortar sus dientes, lo que puede resultar en costos veterinarios impredecibles a lo largo de la vida de un conejo.  
Tienen más, la braquicefalia conduce a un estrechamiento de las vías respiratorias superiores, lo que conduce a una falta de aire crónica y como resultado, entre otras cosas, a una insuficiencia cardíaca. Los conductos lagrimales a menudo también se estrechan, en los cuales, de manera similar a las orejas torcidas, se puede formar un foco de inflamación debido a las lágrimas que no drenan. Esto puede dificultar aún más la respiración y extenderse a las raíces de los dientes que no están lejos, que también pueden desarrollar abscesos en la mandíbula. La cría selectiva de braquicefalia fuerte está prohibida en Alemania de acuerdo con la Ley de Bienestar Animal.
Las orejas colgantes también entorpecen a los conejos Aries en su comportamiento típico. Al igual que las anteojeras en los caballos, restringen en gran medida el campo de visión de los conejos, cuánto depende del tamaño de las orejas. Las orejas de conejo, por otro lado, tienen un campo de visión de 360°. Los conejos también suelen utilizar la posición de sus orejas para comunicarse. Dado que los conejos Aries apenas pueden mover las orejas hacia adelante y hacia atrás más que un poco, pueden surgir problemas de comunicación entre los animales. Las orejas colgantes también suelen ser heridas por mordeduras durante las discusiones, ya que son un blanco fácil cuando están sueltas y los conejos no pueden llevarlas a un lugar seguro sobre sus espaldas.
Los conejos belier se ven aún más afectados por las consecuencias de la sobrecría que otras razas de conejo, ya que sufren un riesgo significativamente mayor de lesiones debido a sus enormes orejas colgantes. Las orejas suelen ser tan largas que los conejos las pisan ellos mismos, especialmente si se mantienen de una manera apropiada para su especie y tienen suficiente espacio para moverse. Dado que los oídos sensibles se irritan permanentemente al arrastrarse por el suelo, esto puede provocar una inflamación masiva, que a veces resulta en una amputación de los oídos que es necesaria. En otras razas de carnero, las orejas solo llegan ocasionalmente al suelo al cojear, por lo que este problema no suele ser tan grave para ellas.

## Razas de conejo de orejas caídas
Aunque la mayoría de las razas de conejos tienen orejas erectas, las razas de orejas caídas constituyen aproximadamente el 15% de todas las razas reconocidas actualmente por la Asociación Estadounidense de Criadores de Conejos (ARBA) o el Consejo Británico de Conejos (BRC). Estas razas de orejas caídas incluyen:
- American Fuzzy Lop
- Cashmere Lop
- Canadian Plush Lop
- Dwarf Lop
- English Lop
- French Lop
- German Lop
- Holland Lop
- Meissner Lop
- Mini Lion Lop
- Mini Lop
- Miniature Cashmere Lop
- Miniature Lop
- Plush Lop (Standard)
- Plush Lop (Mini)
- Teddywidder
- Velveteen Lop